# Hans Jørgen Undelstvedt
Hans Jørgen Undelstvedt est un musicien norvégien. Il est le chanteur principal du groupe de rock Heroes & Zeros. Il est également guitariste et écrit les paroles pour son groupe.